# 13-as busz (Sopron)
A soproni 13-as jelzésű autóbusz Jereván lakótelep és Sopronkőhida, fegyház végállomások között közlekedik.

## Sopronkőhidaés Tómalom autóbuszjáratai
Sopronkőhidára közlekednek a 13, 13B és 33-as jelzésű buszok. A 13-as busz a Jereván lakótelepről indul, és Sopronkőhida, fegyházig jár. A 13B jelzésű busz Sopronkőhidáról a Jereván lakótelepre megy alapjáratával azonos útvonalon, azonban ez a járat betér Tómalom fürdőhöz is. A 33-as busz az autóbusz-állomásról indul és a 13-as busszal azonos útvonalon, de a fegyház érintése nélkül közlekedik. Ezt a vonalat a 7205 Sopron–Fertőrákos–Fertő tó viszonylatú helyközi autóbuszok szolgálják ki, amelyek a soproni autóbusz-állomás és Sopronkőhida, Pesti Barnabás utca között helyi utazásra is igénybe vehetők. 2022. december 11-től napközben néhány 33-as busz Tómalom érintésével közlekedik, majd 2024. június 22-től a 6-os busz megszüntetésével már valamennyi járat mindkét irányban betér Tómalom fürdőhöz.
  Korábban a Lackner Kristóf utca, autóbusz-állomás és Sopronkőhida, fegyház között közlekedett a 13M jelzésű busz, amely más útvonalon, a Bécsi út/84. sz. főúton át érte el a Pozsonyi utat, majd innen olvadt bele alapjáratának vonalába. Ez a járat csak Sopronkőhida felé járt munkanapokon naponta egyszer.
 A 6-os busz is a 13-as járatokkal azonos útvonalon járt Tómalom fürdőig május és október között, szezonális járatként.
 Az 1999/2000-es menetrend idején a 6-os busz még nem közlekedett, szerepét akkor a Jereván lakótelep – Tómalom fürdő – Sopronkőhida útvonalon közlekedő 13F járat töltötte be (a mostani 13B járattal megegyező útvonalon közlekedett), ami ezután még a 2000/2001-es menetrend idején is járt az akkor indított 6-os busz mellett.
 2015. december 12-ig a sopronkőhidai és tómalmi járatok az autóbusz-állomás/Jereván lakótelep felé  a Várkerületen át közlekedtek, azonban az új várkerületi ütemes menetrend kialakítása miatt a buszok útvonalát az Ógabona tér felé módosították.
 2022. október 22-től Sopron város önkormányzatának döntése alapján, az energiaválság következtében jelentős menetrendi változások és járatritkítások léptek érvénybe. A módosítások értelmében a 13-as busz a továbbiakban csak Sopronkőhida felé, a 13B járat pedig csak a Jereván lakótelep felé közlekedik munkanapokon naponta 1-1 alkalommal, ellenkező irányú viszonylataik megszűntek, így a Sopronkőhidára utazók leginkább a 33-as buszt tudják igénybe venni.
 2025. június 21-től a 13 és 13B jelzésű járatok a tanítási szünetekben nem közlekednek.

## Útvonal
| Jereván lakótelep → Sopronkőhida, fegyház |
| --- |
| Jereván lakótelep végállomás – Juharfa út – Teleki Pál út – Lackner Kristóf utca – Ógabona tér – Petőfi tér – Széchenyi tér – Móricz Zsigmond utca – Magyar utca – Fapiac utca – Híd utca – Pozsonyi út – Pesti Barnabás utca – Sopronkőhida, fegyház végállomás |

## Megállóhelyek
| Távolság (km) | Idő (perc) | Megállóhely neve / korábbi neve(i)                       | Átszállási lehetőségek | Fontosabb nevezetességek, helyek, áruházak és intézmények a közelben                                     |
| ------------- | ---------- | -------------------------------------------------------- | --- | --- |
| 0             | 0          | Jereván lakótelep                                        | 1, 2, 5, 5A, 5Y, 7, 7B, 7T, 10, 10B, 10Y, 11, 11B, 11Y, 12, 12B, 17, 27, 27A, 27B, 27T                                                                                          | Helyi buszvégállomás                                                                                     |
| 0,3           | 1          | Juharfa út 16.                                           | 1, 2, 5Y, 7, 7B, 7T, 11Y, 12, 12B, 13B, 17, 27, 27B, 27T | |
| 0,7           | 2          | Teleki Pál út 2.                                         | 1, 2, 3Y, 5, 5A, 5B, 5Y, 7, 7A, 7B, 7T, 10, 10B, 10Y, 11Y, 12, 12B, 13B, 17, 27, 27A, 27B, 27T                                                                                  | McDonald’s étterem Sopron Pláza Káposztás utcai Stadion Ibolya-tó                                        |
| 1,5           | 4          | Lackner Kristóf utca, autóbusz-állomás                   | 1, 2, 3, 3Y, 4, 5, 5A, 5B, 5T, 5Y, 7, 7A, 7B, 7T, 8, 10, 10B, 10Y, 11Y, 12, 12B, 13B, 14, 14B, 15, 15A, 17, 21, 27, 27A, 27B, 27T, 32, 33 Helyközi és távolsági autóbuszjáratok | Soproni autóbusz-állomás Soproni Rendőrkapitányság Káposztás utcai Stadion INTERSPAR áruház Vásárcsarnok |
| 1,8           | 5          | Ógabona tér, Újteleki utca Ógabona tér 14.               | 1, 2, 3Y, 4, 5, 5A, 5B, 5T, 7, 7A, 7B, 7T, 10, 10B, 10Y, 11Y, 12, 12B, 15, 15A, 14, 14B, 32, 33                                                                                 | Tűztorony Városháza Szentháromság-szobor Szent György-templom                                            |
| 2,6           | 8          | Móricz Zsigmond utca                                     | 14, 14B, 15, 15A, 33 | |
| 3,0           | 10         | Fapiac Fapiac 11.                                        | 5B, 5Y, 7, 7A, 7B, 7T, 11A, 11Y, 13B, 14, 14B, 15, 15A, 27, 27A, 27B, 27T, 27Y, 33                                                                                              | Szent István park Soproni Szent István Plébánia                                                          |
| 3,4           | 11         | Híd utca, Balfi út Híd utca 17.                          | 5B, 5Y, 7, 7A, 7B, 7T, 13B, 14, 14B, 15, 15A, 27, 27A, 27B, 27T, 27Y, 33 | Soproni Szent Kereszt kápolna                                                                            |
| 3,9           | 12         | Híd utca, Rákosi út Híd utca 58.                         | 5Y, 7, 7A, 7B, 7T, 13B, 15, 27, 27A, 27B, 27T, 27Y, 33 | Szent Mihály temető Szent Mihály-templom                                                                 |
| 4,2           | 13         | Pozsonyi út, Szent Mihály temető                         | 13B, 33 | Szent Mihály temető Szent Mihály-templom                                                                 |
| 4,9           | 15         | Pozsonyi út, autószalon Pozsonyi út 57. (autókereskedés) | 13B, 33 | Növényi Sportakadémia SE Sopron                                                                          |
| 5,5           | 16         | Pozsonyi út, Sand dűlő                                   | 13B, 33 | STKH Zöldudvar Sopron (hulladéklerakó)                                                                   |
| 6,3           | 18         | Pozsonyi út, régi vízműtelep Pozsonyi út, vízműtelep     | 13B, 33 | |
| 7,3           | 20         | Jánostelep, bejárati út Jánostelepi elágazás             | 13B, 33 | |
| 7,9           | 21         | Tómalmi elágazás Tómalmi elágazás, Csemetekert           | 13B, 33 | |
| 8,4           | 22         | Sopronkőhida, Pesti Barnabás utca Sopronkőhida, ABC      | 13B, 33 | Sopronkőhidai Fegyház és Börtön Szent Kereszt felmagasztalása kápolna                                    |
| 8,7           | 23         | Sopronkőhida, fegyház Sopronkőhida, autóbuszforduló      | 13B | Sopronkőhidai Fegyház és Börtön Szent Kereszt felmagasztalása kápolna                                    |